# Абонкур (Мёрт и Мозель)
Абонку́р (фр. Aboncourt) — коммуна во французском департаменте Мёрт и Мозель региона Лотарингия. Относится к  кантону Коломбе-ле-Бель.	

## География
Абонкур расположен на самом южном краю департамента в 20 км к юго-западу от Нанси, в 20 км к юго-востоку от Туля и в 10 км к югу от центра кантона Коломбе-ле-Бель. Соседние коммуны: Бёвзен на севере, Шеф-От на востоке, Репель и Сен-Пранше на юге, Маконкур на северо-западе.

## История
- Следы галло-романской культуры.
- Коммуна сильно пострадала во время Второй мировой войны.

## Демография
Население коммуны на 2010 год составляло 112 человек.
| 1962 | 1968 | 1975 | 1982 | 1990 | 1999 | 2010 |
| ---- | ---- | ---- | ---- | ---- | ---- | ---- |
| 149  | 133  | 136  | 137  | 120  | 123  | 112  |

## Достопримечательности
- Средневековый замок, реконструирован в XVIII веке семьёй де Мальвуазен, преобразовано в ферму.